# Boa Vista (Leiria)
Boa Vista ist ein Ort und eine ehemalige Gemeinde (Freguesia) im portugiesischen Kreis Leiria. Die Gemeinde hatte 1746 Einwohner (Stand 30. Juni 2011).
Am 29. September 2013 wurden die Gemeinden Boa Vista und Santa Eufémia zur neuen Gemeinde União das Freguesias de Santa Eufémia e Boa Vista zusammengeschlossen.